# لابيل (إنديانا)
لابيل (بالإنجليزية: Lapel, Indiana)‏ هي بلدة أمريكية تقع في الولايات المتحدة في مقاطعة ماديسون ( انديانا ). يقدر عدد سكانها بـ 2,068 نسمة ومساحتها 3.57 كم2 وترتفع عن سطح البحر 262 متر.

## التركيبة السكانية
قام مكتب تعداد الولايات المتحدة بتحديد بيانات التركيبة السكانية للابيل في تعداد الولايات المتحدة. في ما يلي، التركيبة السكانية حسب تعدادي 2000 و2010.

### تعداد عام 2000
بلغ عدد سكان لابيل 1,855 نسمة بحسب تعداد عام 2000، وبلغ عدد الأسر 749 أسرة وعدد العائلات 534 عائلة مقيمة في البلدة. في حين سجلت الكثافة السكانية 2,421.5 نسمة لكل ميل مربع (934.9/كم2). وبلغ عدد الوحدات السكنية 788 وحدة بمتوسط كثافة قدره 1,028.6 نسمة لكل ميل مربع (397.1/كم2).
وتوزع التركيب العرقي للبلدة بنسبة 98.87% من البيض و 0.27% من الأمريكيين الأصليين و 0.05% من الأمريكيين ذوي الأصول الآسيوية و 0.05% من سكان جزر المحيط الهادئ و 0.05% من الأمريكيين الأفارقة و 0.54% من عرقين مختلطين أو أكثر.
بلغ عدد الأسر 749 أسرة كانت نسبة 34.6% منها لديها أطفال تحت سن الثامنة عشر تعيش معهم، وبلغت نسبة الأزواج القاطنين مع بعضهم البعض 55.3% من أصل المجموع الكلي للأسر، ونسبة 12.8% من الأسر كان لديها معيلات من الإناث دون وجود شريك، وكانت نسبة 28.6% من غير العائلات. تألفت نسبة 26.0% من أصل جميع الأسر من أفراد ونسبة 11.9% كانوا يعيش معهم شخص وحيد يبلغ من العمر 65 عاماً فما فوق. وبلغ متوسط حجم الأسرة المعيشية 2.96، أما متوسط حجم العائلات فبلغ 2.48.
بلغ العمر الوسطي للسكان 35 عاماً. وكانت نسبة 27.5% من القاطنين تحت سن الثامنة عشر، وكانت نسبة 7.9% بين الثامنة عشر والأربعة وعشرون عاماً، ونسبة 30.9% كانت واقعةً في الفئة العمرية ما بين الخامسة والعشرون حتى والأربعة وأربعون عاماً، ونسبة 21.1% كانت ما بين الخامسة والأربعون حتى الرابعة والستون، ونسبة 12.6% كانت ضمن فئة الخامسة والستون عاماً فما فوق. يوجد لكل 100 أنثى 94.2 ذكر، ويوجد لكل 100 أنثى في الثامنة عشر من عمرها فما فوق 86.7 ذكر.
بلغ متوسط دخل الأسرة في البلدة 41,389 دولار، أما متوسط دخل العائلة فبلغ 48,083 دولار. وكان متوسط دخل الذكور 38,854 دولار مقابل 24,727 دولار للإناث. وسجل دخل الفرد الخاص بالبلدة 18,887 دولار. وكانت نسبة 4.8% من العائلات ونسبة 5.7% من السكان تحت خط الفقر، وكان من هؤلاء نسبة 7.7% تحت سن الثامنة عشر ولا أحد منهم في الخامسة والستين من العمر وما فوق.

### تعداد عام 2010
بلغ عدد سكان لابيل 2,068 نسمة بحسب تعداد عام 2010، وبلغ عدد الأسر 803 أسرة وعدد العائلات 578 عائلة مقيمة في البلدة. في حين سجلت الكثافة السكانية 1,498.6 نسمة لكل ميل مربع (578.6/كم2). وبلغ عدد الوحدات السكنية 850 وحدة بمتوسط كثافة قدره 615.9 لكل ميل مربع (237.8/كم2).
وتوزع التركيب العرقي للبلدة بنسبة 97.7% من البيض و 0.3% من الأمريكيين الأصليين و 0.2% من الأمريكيين ذوي الأصول الآسيوية و 0.2% من الأمريكيين الأفارقة و 1.3% من عرقين مختلطين أو أكثر.
بلغ عدد الأسر 803 أسرة كانت نسبة 38.9% منها لديها أطفال تحت سن الثامنة عشر تعيش معهم، وبلغت نسبة الأزواج القاطنين مع بعضهم البعض 53.3% من أصل المجموع الكلي للأسر، ونسبة 13.8% من الأسر كان لديها معيلات من الإناث دون وجود شريك، بينما كانت نسبة 4.9% من الأسر لديها معيلون من الذكور دون وجود شريكة وكانت نسبة 28.0% من غير العائلات. تألفت نسبة 23.3% من أصل جميع الأسر من أفراد ونسبة 10.3% كانوا يعيش معهم شخص وحيد يبلغ من العمر 65 عاماً فما فوق. وبلغ متوسط حجم الأسرة المعيشية 2.99، أما متوسط حجم العائلات فبلغ 2.58.
بلغ العمر الوسطي للسكان 37.3 عاماً. وكانت نسبة 27.9% من القاطنين تحت سن الثامنة عشر، وكانت نسبة 7.5% بين الثامنة عشر والأربعة وعشرون عاماً، ونسبة 26.2% كانت واقعةً في الفئة العمرية ما بين الخامسة والعشرون حتى والأربعة وأربعون عاماً، ونسبة 25.9% كانت ما بين الخامسة والأربعون حتى الرابعة والستون، ونسبة 12.4% كانت ضمن فئة الخامسة والستون عاماً فما فوق. وتوزع التركيب الجنسي للسكان بنسبة 48.3% ذكور و51.7% إناث.